# Dębówka (powiat warszawski zachodni)
Dębówka – wieś w Polsce, położona w województwie mazowieckim, w powiecie warszawskim zachodnim, w gminie Błonie. Ma statussołectwa.
| SIMC    | Nazwa    | Rodzaj    |
| ------- | -------- | --------- |
| 0000164 | Odrzywół | część wsi |

W latach 1975–1998 miejscowość należała administracyjnie do województwa warszawskiego.